# Шитхулун
Шитхулун или Шутхалун (бур. Шудхалан) — деревня в Баяндаевском районе Иркутской области России. Входит в состав Хоготского муниципального образования.

## География
Находится примерно в 41 км к северо-востоку от районного центра.

## Топонимика
Название Шитхулун, по мнению Станислава Гурулёва, происходит от бурятского шэдхэ — заросли, непроходимое место и изменённого эвенкийского суффикса -лоон.
По другой версии, топоним образован от бурятского шудхалан — течение, поток.
Шутхэ - смешивать, мешать. Лун - кровь. Смешивать кровь.

## Население
По данным Всероссийской переписи, в 2010 году в деревне проживали 153 человека (81 мужчина и 72 женщины).